# Ritchiephora diplopodae
Ritchiephora diplopodae är en tvåvingeart som beskrevs av Ronald Henry Lambert Disney och Ritchie 1997. Ritchiephora diplopodae ingår i släktet Ritchiephora och familjen puckelflugor. Inga underarter finns listade i Catalogue of Life.